# Elena Berkova
Elena Berkova (en ruso: Елена Серге́евна Беркова; y en ucraniano: Оле́на Сергі́ївна Бе́ркова) (Múrmansk, RSFS de Rusia; 11 de marzo de 1985) es una actriz pornográfica, modelo de glamour y erótica rusa, así como cantante y presentadora de televisión.

## Primeros años
Berkova, nombre artístico de Elena Sergeevna Berkova, nació en marzo de 1985 en la ciudad de Múrmansk, un importante núcleo portuario ubicado en el extremo noroeste del país, cuando todavía existía la Unión Soviética. Con pocos años de edad se mudó con su familia hasta Mykolaiv (Ucrania).

## Carrera
Comenzó su carrera profesional como actriz en la industria del entretenimiento para adultos a finales de 2003, con los 18 años recién cumplidos. Lo hizo de la mano del estudio Sineplex, con la que rodaría algunas de sus primeras producciones, como Brittney's Perversions 2, Laced and Loaded 3, Reverse Gang Bang 2 o Triple Stacked 2.
En 2006 se marchó de Nikolaev a San Petersburgo, donde comenzó a trabajar como modelo de cámara web. Asimismo, en ese período participó en el reality show ruso Dom-2, emitido por TNT, estando en la casa desde el 12 de mayo de 2004 hasta el 7 de julio, cuando fue eliminada.
En 2006 apareció como cantante con el grupo de chicas de música pop Min net!. Para octubre de 2007, se convirtió en la presentadora del programa Бесспорно (trad. como "Indiscutible") del canal Muz-TV, que fue retirado del aire en 2008. A finales de 2007 posó como modelo para la revista SIM
A los 24 años dio a luz a una niña, fruto de su relación con quien fuera su tercer marido, luego divorciados, Ivan Belkov. En marzo de 2009, cuando estaba en su séptimo mes de gestación, Berkova anunció su intención de participar en las elecciones a la alcaldía de Sochi, llegando a publicarse un vídeo de su campaña electoral en la red, en la que mostraba que su decisión de presentarse estaba motivada por el deseo de "vengarse" de otro candidato, Borís Nemtsov, quien fuera vicepresidente del Gobierno ruso y con quien tuvo un conflicto previo al llamarle "prostituta". Sus intenciones cambiarían bruscamente, cuando acabó negándose a participar en los comicios.
El 14 de junio de 2011, Berkova fue condenada a 3 años de prisión condicional en virtud del art. 228.2 del Código Penal de la Federación de Rusia, que regulaba el control y la posesión de estupefacientes o sustancias psicotrópicas.
El 2 de noviembre de 2017, Berkova anunció su candidatura a las elecciones presidenciales de 2018. Posteriormente se postuló a la alcaldía de su ciudad natal, Múrmansk, en las elecciones de 2019.